# Список членов Федерального совета Швейцарии

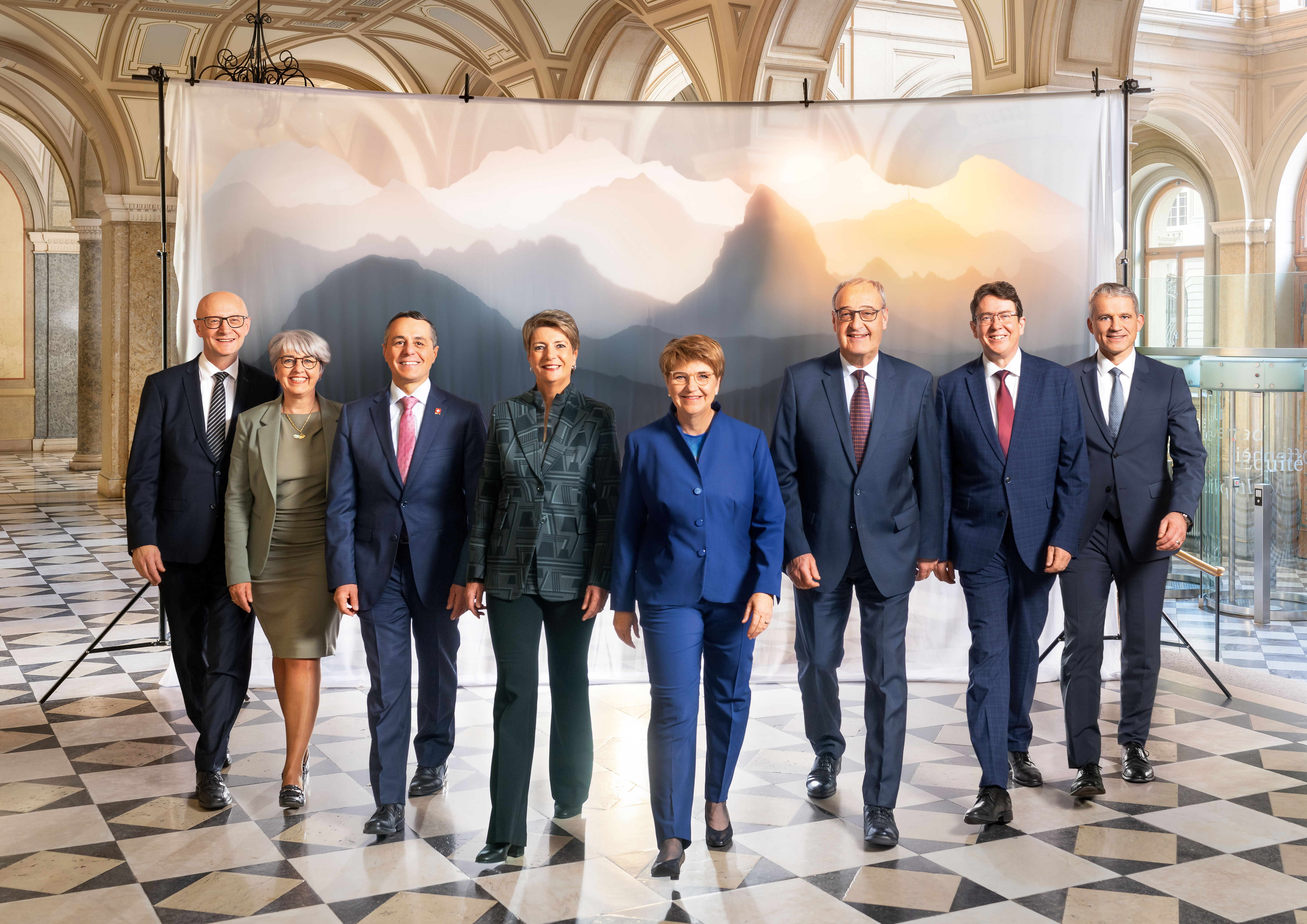
Члены Федерального совета (состав 2024 года)

Федеральный совет Швейцарии (нем. Schweizerischer Bundesrat, фр. Conseil fédéral suisse, итал. Consiglio federale svizzero, романш. Cussegl federal svizzer), состоит из 7 глав федеральных департаментов и имеет статус коллективного главы государства. Выбираемый из его состава на календарный год Президент Конфедерации (или федеральный президент, нем. Bundespräsident, фр. Président de la Confédération, итал. Presidente della Confederazione, романш. President da la Confederaziun), являющийся наиболее высокопоставленным официальным лицом государства, председательствует на заседаниях Федерального совета (с решающим голосом при равенстве голосов) и выполняет представительские функции, которые в других странах являются прерогативой главы государства, однако остаётся первым среди равных и не имеет власти над остальными шестью членами Совета.
Члены Федерального совета избираются сроком на четыре года на совместном заседании обеих палат федерального собрания. Каждый член Федерального совета избирается индивидуально путём тайного голосования абсолютным большинством голосов. После избрания на четырёхлетний срок члены Федерального совета не могут быть ни отстранены от должности вотумом недоверия, ни подвергнуты импичменту. Переизбрание возможно неопределённое количество раз. За всё время только четырежды Федеральное собрание отказалось переизбрать действующего члена Федерального совета, поэтому на практике его члены исполняют полномочия пока не решат подать в отставку.
В стране официально используются 4 языка: с 1798 года немецкий (в обиходе — его швейцарский вариант) и французский языки, с 1803 года — итальянский язык, с 1938 года — романшский язык. В соответствии с этим иноязычные имена и наименования показаны на языках, имевших официальный статус в соответствующем периоде.

## Федеральные департаменты
Каждый член Федерального совета возглавляет один из семи федеральных департаментов (министерств). Возглавляемые ими ведомства неоднократно изменяли наименование сообразно стоящим перед государством и обществом задачам, сохраняя в целом преемственность относительно первоначального их назначения. Для членов Федерального совета показаны возглавляемые ими департаменты в соответствии с их историческим наименованием (кроме уточнения в 1979 году их наименования как «федеральных»):
- Федеральный департамент иностранных дел (нем. Eidgenössisches Departement für auswärtige Angelegenheiten, фр. Département fédéral des affaires étrangères, итал. Dipartimento federale degli affari esteri, романш. Departament federal dals affars externs)
  - в 1848—1887 гг. Политический департамент (нем. Politisches Departement, фр. Département politique, итал. Dipartimento politico)
  - в 1888—1895 гг. Департамент иностранных дел (нем. Politisches Departement, фр. Département des affaires étrangères, итал. Dipartimento degli affari esteri)
  - в 1896—1978 гг. Политический департамент (нем. Politisches Departement, фр. Département politique, итал. Dipartimento politico)
- Федеральный департамент юстиции и полиции (нем. Eidgenössisches Justiz- und Polizeidepartement, фр. Département fédéral de justice et police, итал. Dipartimento federale di giustizia e polizia, романш. Departement federal da giustizia e polizia)
  - в 1848—1978 гг. Департамент юстиции и полиции (нем. Justiz- und Polizeidepartement, фр. Département de justice et police, итал. Dipartimento di giustizia e polizia)
- Федеральный департамент обороны, гражданской обороны и спорта (нем. Eidgenössisches Departement für Verteidigung, Bevölkerungsschutz und Sport, фр. Département fédéral de la Défense, de la protection de la population et des sports, итал. Dipartimento federale della difesa, della protezione della popolazione e dello sport, романш. Departament federal de la defensiun, de la protecziun da la populaziun e dal sport)
  - в 1848—1978 гг. Военный департамент (нем. Militärdepartement, фр. Département militaire, итал. Dipartimento militare)
  - в 1979—1997 гг. Федеральный военный департамент (нем. Eidgenössisches Militärdepartement, фр. Département militaire fédéral, итал. Dipartimento militare federale)
- Федеральный департамент финансов (нем. Eidgenössisches Finanzdepartement, фр. Département fédéral des finances, итал. Dipartimento federale delle finanze, романш. Departament federal da finanzas)
  - в 1848—1872 гг. Департамент финансов (нем. Finanzdepartement, фр. Département des finances, итал. Dipartimento delle finanze)
  - в 1873—1997 гг. Департамент финансов и таможни (нем. Finanz- und Zolldepartement, фр. Département des finances et des douanes, итал. Dipartimento delle finanze e delle dogane)
- Федеральный департамент окружающей среды, транспорта, энергетики и связи (нем. Eidgenössisches Departement für Umwelt, Verkehr, Energie und Kommunikation, фр. Département fédéral de l'Environnement, des Transports, de l'Energie et de la Communication, итал. Dipartimento federale dell'ambiente, dei trasporti, dell'energia e delle comunicazioni, романш. Departament federal da l'ambient, dals transports, da l'energia e da la communicaziun)
  - в 1848—1859 гг. Департамент почт и общественных работ (нем. Post- und Baudepartement, фр. Département des postes et des travaux publics, итал. Dipartimento delle poste e dei lavori pubblici)
  - в 1860—1872 гг. Департамент почт (нем. Postdepartement, фр. Département des postes, итал. Dipartimento delle poste)
  - в 1873—1878 гг. Департамент почт и телеграфа (нем. Post- und Telegraphendepartement, фр. Département des postes et des télégraphes, итал. Dipartimento delle poste e dei telegrafi)
  - в 1879—1963 гг. Департамент почт и железных дорог (нем. Post- und Eisenbahndepartement, фр. Département des transports et communications et de l'énergie, итал. Dipartimento delle poste e delle ferrovie)
  - в 1964—1978 гг. Департамент транспорта, связи и энергетики (нем. Verkehrs- und Energiewirtschaftsdepartement, фр. Département des transports et communications et de l'énergie, итал. Dipartimento dei trasporti, delle comunicazioni e dell'energia)
  - в 1979—1997 гг. Федеральный департамент транспорта, связи и энергетики (нем. Eidgenössisches Verkehrs- und Energiewirtschaftsdepartement, фр. Département fédéral des transports, des communications et de l'énergie, итал. Dipartimento federale dei trasporti, delle comunicazioni e dell'energia)
- Федеральный департамент экономики, образования и науки (нем. Eidgenössisches Departement für Wirtschaft, Bildung und Forschung, фр. partement fédéral de l'économie, de la formation et de la recherche, итал. Dipartimento federale dell'economia, della formazione e della ricerca, романш. Departament federal d'economia, furmaziun e retschertga)
  - в 1848—1872 гг. Департамент торговли и сборов (нем. Handels- und Zolldepartement, фр. Département du commerce et des péages, итал. Dipartimento del commercio e dei pedaggi)
  - в 1873—1878 гг. Департамент железных дорог и торговли (нем. Eisenbahn- und Handelsdepartement, фр. Département des chemins de fer et du commerce, итал. Dipartimento delle ferrovie e del commercio)
  - в 1879—1887 гг. Департамент торговли и земледелия (нем. Handels- und Landwirtschaftsdepartement, фр. Département du commerce et de l'agriculture, итал. Dipartimento del commercio e dell'agricoltura)
  - в 1888—1895 гг. Департамент промышленности и земледелия (нем. Industrie- und Landwirtschaftsdepartement, фр. Département de l'industrie et de l'agriculture, итал. Dipartimento dell'industria e dell'agricoltura)
  - в 1896—1914 гг. Департамент торговли, промышленности и земледелия (нем. Handels-, Industrie- und Landwirtschaftsdepartement, фр. Département du commerce, de l'industrie et de l'agriculture, итал. Dipartimento del commercio, dell'industria e dell'agricoltura)
  - в 1915—1978 гг. Департамент общественной экономики (нем. Volkswirtschaftsdepartement, фр. Département de l'économie publique, итал. Dipartimento dell'economia pubblica)
  - в 1979—1997 гг. Федеральный департамент общественной экономики (нем. Eidgenössisches Volkswirtschaftsdepartement, фр. Département fédéral de l'économie publique, итал. Dipartimento federale dell'economia pubblica)
  - в 1998—2012 гг. Федеральный департамент экономики (нем. Eidgenössisches Wirtschaftsdepartement, фр. Département fédéral de l'économie, итал. Dipartimento federale dell'economia)
- Федеральный департамент внутренних дел (нем. Eidgenössisches Departement des Innern, фр. Département fédéral de l'intérieur, итал. Dipartimento Federale dell'Interno, романш. Departament federal da l'intern)
  - в 1848—1978 гг. Департамент внутренних дел (нем. Departement des Innern, фр. Département de l'intérieur, итал. Dipartimento dell'Interno)

## Члены Федерального совета

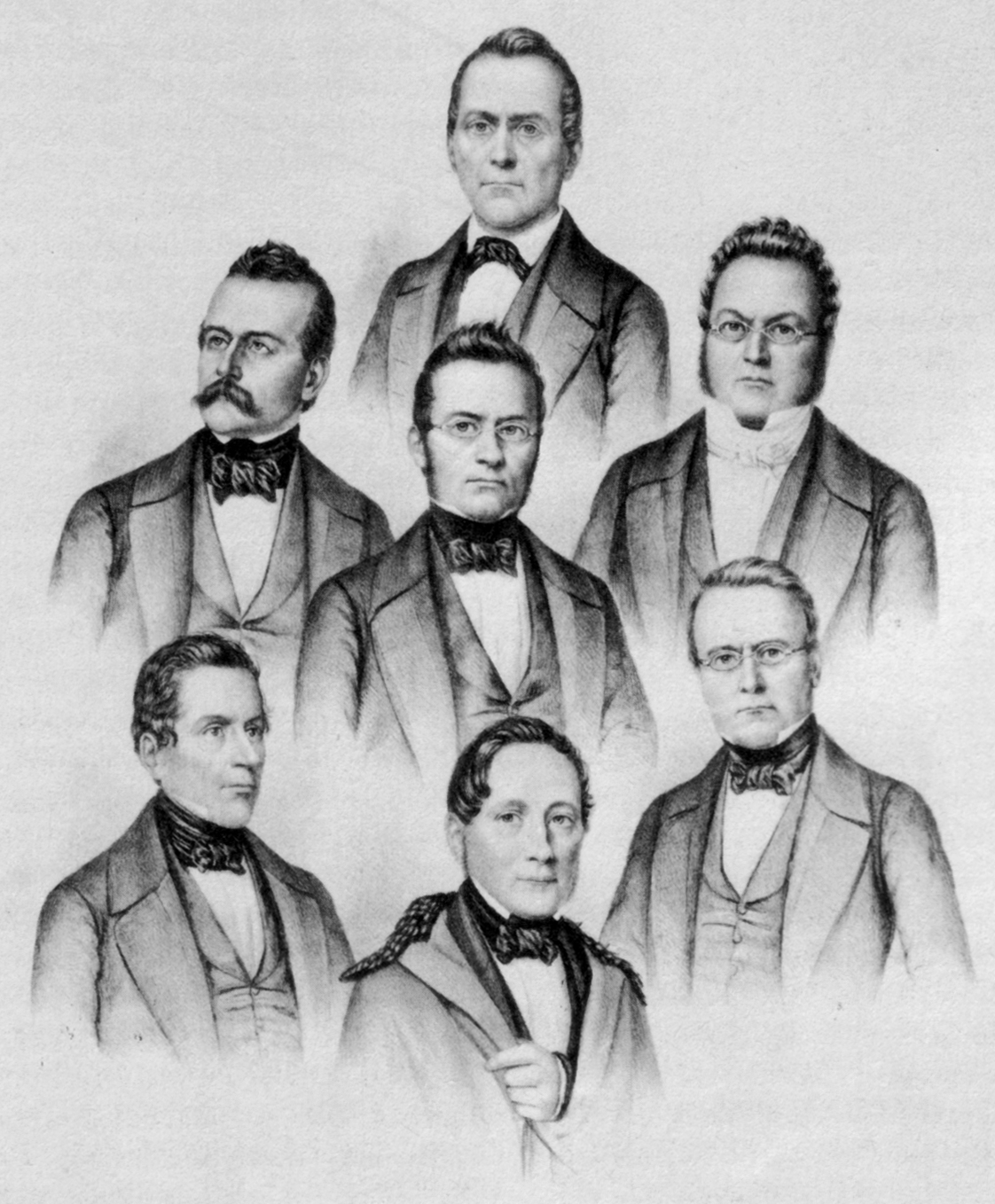
Первый состав Федерального совета (1848 г.)

Члены Федерального совета указаны в порядке их избрания, а при одновременном избрании — согласно замещаемых мест («старшинства кресел»), ими занятых (в порядке A, B, C, D, E, F, G, с номером последовательности замещения этих кресел). При перечислении возглавляемых лицом департаментов указанный без дополнительных комментариев год означает период с 1 января до 31 декабря этого года. В качестве начальной указана дата выборов; дата вступления в должность членов Федерального совета соответствует дате начала полномочий по руководству первым из возглавляемых ими департаментов (если в комментариях не указано иное — 1 января года, наступившего после избрания). Датой окончания полномочий, если в комментариях не указано иное, является 31 декабря года, когда истёк четырёхлетний срок полномочий, или года, в котором было подано уведомление об отставке (отставка до истечения календарного года считается исключением из правила).
Легенда партийной принадлежности:

 нез — независимый, — включая принадлежащих к различным группам или парламентским фракциям (либералам, радикалам, консерваторам) до основания политических партий в конце XIX века
 СвД — Свободная демократическая партия Швейцарии (1894—2009 гг.)
 ХДН — Христианско-демократическая народная партия Швейцарии (1894—2020 гг., в разное время: 1894—1912 гг. Католическая народная партия; 1912—1957 гг. Консервативная народная партия; 1957—1970 гг. Консервативная христианско-социальная народная партия; с 1970 г. Христианско-демократическая народная партия Швейцарии)
 Либ — Либеральная партия Швейцарии (1913—2009 гг.)
 КРБ — Партия крестьян, ремесленников и бюргеров (1917—1971 гг.)
 СДП — Социал-демократическая партия Швейцарии (с 1888 г.)
 ШНП — Швейцарская народная партия (с 1971 г.)
 СДЛ — СДП. Либералы (с 2009 г.)
 КДП — Консервативно-демократическая партия Швейцарии (2008—2020 гг.)
 Цен — Центр (с 2021 г.)
|          | Портрет    | Имя (годы жизни)                                                                                          | Полномочия       | Полномочия       | Возглавляемые департаменты (годы полномочий) | Партия | Кантон или полукантон  | През. (годы)                  | Кресло | Пр.             |
| Избрание | Портрет    | Имя (годы жизни)                                                                                          | Окончание        |                  | Возглавляемые департаменты (годы полномочий) | Партия | Кантон или полукантон  | През. (годы)                  | Кресло | Пр.             |
| -------- | ---------- | --- | ---------------- | ---------------- | --- | ------ | ---------------------- | ----------------------------- | ------ | --------------- |
| 1        |            | Йонас Фуррер (1805—1861) нем. , фр. и итал. Jonas Furrer                                                  | 16 ноября 1848   | 25 июля 1861     | Политический (1848—1849, 1852, 1855, 1858) Юстиции и полиции (1850—1851, 1853—1854, 1856—1857, 1859—1861) | нез    | Цюрих                  | 1848 1849 1852 1855 1858      | A01    | [ 14 ] [ 15 ]   |
| 2        |            | Ульрих Оксенбайн (1811—1890) нем. , фр. и итал. Ulrich Ochsenbein                                         | 16 ноября 1848   | 6 декабря 1854   | Военный (1848—1854) | нез    | Берн                   | —                             | B01    | [ 16 ] [ 17 ]   |
| 3        |            | Даниэль-Анри Друэ (1799—1855) нем. , фр. и итал. Daniel-Henri Druey                                       | 16 ноября 1848   | 29 марта 1855    | Юстиции и полиции (1848—1849, 1852) Политический (1850) Финансов (1848—1855) | нез    | Во                     | 1850                          | C01    | [ 18 ] [ 19 ]   |
| 4        |            | Мартин Йозеф Мунцингер (1791—1855) нем. , фр. и итал. Martin Josef Munzinger                              | 16 ноября 1848   | 6 февраля 1855   | Финансов (1848—1850, 1852) Политический (1851) Почт и общественных работ (1853—1854) Торговли и сборов (1855) | нез    | Золотурн               | 1851                          | D01    | [ 20 ] [ 21 ]   |
| 5        |            | Стефано Франшини (1796—1857) нем. , фр. и итал. Stefano Franscini                                         | 16 ноября 1848   | 19 июля 1857     | Внутренних дел (1848—1857) | нез    | Тичино                 | —                             | E01    | [ 22 ] [ 23 ]   |
| 6        |            | Фридрих Фрей-Эрозе (1801—1873) нем. , фр. и итал. Friedrich Frey-Herosé                                   | 16 ноября 1848   | 31 декабря 1866  | Торговли и сборов (1848—1853, 1861—1866) Политический (1854, 1860) Военный (1855—1859) | нез    | Аргау                  | 1854 1860                     | F01    | [ 24 ] [ 25 ]   |
| 7        |            | Вильгельм Матиас Нефф (1802—1881) нем. , фр. и итал. Wilhelm Matthias Naeff                               | 16 ноября 1848   | 31 декабря 1875  | Почт и общественных работ (1848—1852, 1855—1859) Политический (1853) Торговли и сборов (1854, 1867—1872) Почт (1860—1866) Железных дорог и торговли (1873) Финансов (1873—1875)                                                                                      | нез    | Санкт-Галлен           | 1853                          | G01    | [ 26 ] [ 27 ]   |
| 8        |            | Якоб Штемпфли (1820—1879) нем. , фр. и итал. Jakob Stämpfli                                               | 6 декабря 1854   | 31 декабря 1863  | Юстиции и полиции (1855) Политический (1856, 1859, 1862) Финансов (1857—1858) Военный (1860—1861, 1863) | нез    | Берн                   | 1856 1859 1862                | B02    | [ 28 ] [ 29 ]   |
| 9        |            | Шарль-Эммануэль-Констан Форнеро (1819—1899) нем. , фр. и итал. Charles-Emmanuel-Constant Fornerod         | 11 июля 1855     | 31 октября 1867  | Торговли и сборов (1855)—1856, 1858) Политический (1857, 1863, 1867) Финансов (1859—1861) Военный (1862, 1864—1866) | нез    | Во                     | 1857 1863 1867                | C02    | [ 30 ] [ 31 ]   |
| 10       |            | Мельхиор Йозеф Мартин Кнюзель (1813—1889) нем. , фр. и итал. Melchior Josef Martin Knüsel                 | 14 июля 1855     | 31 декабря 1875  | Финансов (1855—1856, 1862—1863) Торговли и сборов (1857, 1859—1860) Юстиции и полиции (1858, 1864—1865, 1867—1873) Политический (1861, 1866) Внутренних дел (1874—1875)                                                                                              | нез    | Люцерн                 | 1861 1866                     | D02    | [ 32 ] [ 33 ]   |
| 11       |            | Джованни Баттиста Пьода (1808—1882) нем. , фр. и итал. Giovanni Battista Pioda                            | 30 июля 1857     | 26 января 1864   | Внутренних дел (1857—1863) | нез    | Тичино                 | —                             | E02    | [ 34 ] [ 35 ]   |
| 12       |            | Иоганн Якоб Дубс (1822—1879) нем. , фр. и итал. Johann Jakob Dubs                                         | 30 июля 1861     | 28 мая 1872      | Юстиции и полиции (1861—1863, 1866) Политический (1864, 1868, 1870) Внутренних дел (1865, 1871—1872) Почт (1867, 1869) | нез    | Цюрих                  | 1864 1868 1870                | A02    | [ 36 ] [ 37 ]   |
| 13       |            | Иоганн Карл Эммануэль Шенк (1823—1895) нем. , фр. и итал. Johann Karl Emmanuel Schenk                     | 12 декабря 1863  | 18 июля 1895     | Внутренних дел (1864, 1866—1870, 1872—1873, 1879—1884, 1886—1895) Политический (1865, 1871, 1874, 1878, 1885) Финансов (1872) Железных дорог и торговли (1875—1877)                                                                                                  | нез    | Берн                   | 1865 1871 1874 1878 1885 1893 | B03    | [ 38 ] [ 39 ]   |
| 14       |            | Жан-Жак Шале-Венель (1811—1893) нем. , фр. и итал. Jean-Jacques Challet-Venel                             | 12 июля 1864     | 31 декабря 1872  | Финансов (1864—1867, 1869) Почт (1868, 1870—1872) | нез    | Женева                 | —                             | E03    | [ 40 ] [ 41 ]   |
| 15       |            | Фридрих Эмиль Вельти (1825—1899) нем. , фр. и итал. Friedrich Emil Welti                                  | 8 декабря 1866   | 31 декабря 1891  | Военный (1867—1868, 1870—1871, 1873—1875) Политический (1869, 1872, 1876, 1880, 1884) Почт и телеграфа (1877—1878) Почт и железных дорог (1879, 1882—1883, 1885—1891) Юстиции и полиции (1881)                                                                       | нез    | Аргау                  | 1869 1872 1876 1880 1884 1891 | F02    | [ 42 ] [ 43 ]   |
| 16       |            | Исаак-Виктор-Шарль-Франсуа Руффи (1823—1869) нем. , фр. и итал. Isaac-Victor-Charles-François Ruffy       | 6 декабря 1867   | 29 декабря 1869  | Финансов (1868) Военный (1869) | нез    | Во                     | —                             | C03    | [ 44 ] [ 45 ]   |
| 17       |            | Поль Серезоль (1832—1905) фр. Paul Ceresole нем. , итал. и романш. Paul Cérésole                          | 1 февраля 1870   | 31 декабря 1875  | Финансов (1870—1871) Военный (1872) Политический (1873) Юстиции и полиции (1874—1875) | нез    | Во                     | 1873                          | C04    | [ 46 ] [ 47 ]   |
| 18       |            | Иоганн Якоб Шерер (1825—1878) нем. , фр. и итал. Johann Jakob Scherer                                     | 12 июля 1872     | 23 декабря 1878  | Финансов (1872) Финансов и таможни (1873) Железных дорог и торговли (1873—1874) Политический (1875) Военный (1876—1878) | нез    | Цюрих                  | 1875                          | A03    | [ 48 ] [ 49 ]   |
| 19       |            | Эжен Борель (1835—1892) нем. , фр. и итал. Eugène Borel                                                   | 7 декабря 1872   | 31 декабря 1875  | Почт и телеграфа (1873—1875) | нез    | Невшатель              | —                             | E04    | [ 50 ] [ 51 ]   |
| 20       |            | Йоахим Хеер (1825—1879) нем. , фр. и итал. Joachim Heer                                                   | 10 декабря 1875  | 31 декабря 1878  | Почт и телеграфа (1876) Политический (1877) Железных дорог и торговли (1878) | нез    | Гларус                 | 1877                          | D03    | [ 52 ] [ 53 ]   |
| 21       |            | Йозеф Фридолин Андерверт (1828—1880) нем. , фр. и итал. Joseph Fridolin Anderwert                         | 10 декабря 1875  | 25 декабря 1880  | Юстиции и полиции (1876—1880) | нез    | Тургау                 | —                             | G02    | [ 54 ] [ 55 ]   |
| 22       |            | Иоганн Бернхард Хаммер (1822—1907) нем. , фр. и итал. Johann Bernhard Hammer                              | 10 декабря 1875  | 31 декабря 1890  | Финансов и таможни (1876—1878, 1880—1890) Политический (1879) | нез    | Золотурн               | 1879 1889                     | E05    | [ 56 ] [ 57 ]   |
| 23       |            | Нюма Дроз (1844—1899) нем. , фр. и итал. Numa Droz                                                        | 18 декабря 1875  | 31 декабря 1892  | Внутренних дел (1876—1878) Торговли и земледелия (1879—1880, 1882—1886) Политический (1881) Иностранных дел (1887—1892) | нез    | Невшатель              | 1881 1887                     | C05    | [ 58 ] [ 59 ]   |
| 24       |            | Симон Бавье (1825—1896) нем. , фр. и итал. Simeon Bavier                                                  | 10 декабря 1878  | 5 января 1883    | Финансов и таможни (1879) Почт и железных дорог (1880—1881) Политический (1882) | нез    | Граубюнден             | 1882                          | D04    | [ 60 ] [ 61 ]   |
| 25       |            | Вильгельм Фридрих Хертенштайн (1825—1888) нем. , фр. и итал. Wilhelm Friedrich Hertenstein                | 21 марта 1879    | 27 ноября 1888   | Военный (1879—1888) | нез    | Цюрих                  | 1888                          | A04    | [ 62 ] [ 63 ]   |
| 26       |            | Антуан-Луи-Жан Рюшонне (1834—1893) нем. , фр. и итал. Antoine Louis John Ruchonnet                        | 3 марта 1881     | 14 сентября 1893 | Торговли и земледелия (1881) Юстиции и полиции (1882, 1884—1893 Политический (1883) | нез    | Во                     | 1883 1890                     | G03    | [ 64 ] [ 65 ]   |
| 27       |            | Адольф Карл Вильгельм Дойхер (1831—1912) нем. , фр. и итал. Adolf Karl Wilhelm Deucher                    | 10 апреля 1883   | 10 июля 1912     | Юстиции и полиции (1883) Почт и железных дорог (1884) Внутренних дел (1885) Политический (1886, 1897, 1903, 1909) Торговли и земледелия (1887) Промышленности и земледелия (1888—1895) Торговли, промышленности и земледелия (1896, 1898—1902, 1904—1908, 1910—1912) | нез    | Тургау                 | 1886 1897 1903 1909           | D05    | [ 66 ] [ 67 ]   |
| 27       | СвД с 1894 | Адольф Карл Вильгельм Дойхер (1831—1912) нем. , фр. и итал. Adolf Karl Wilhelm Deucher                    | 10 апреля 1883   | 10 июля 1912     | Юстиции и полиции (1883) Почт и железных дорог (1884) Внутренних дел (1885) Политический (1886, 1897, 1903, 1909) Торговли и земледелия (1887) Промышленности и земледелия (1888—1895) Торговли, промышленности и земледелия (1896, 1898—1902, 1904—1908, 1910—1912) |        | Тургау                 | 1886 1897 1903 1909           | D05    | [ 66 ] [ 67 ]   |
| 28       |            | Вальтер Хаузер (1837—1902) нем. , фр. и итал. Walter Hauser                                               | 13 декабря 1888  | 22 октября 1902  | Военный (1889—1890) Финансов и таможни (1891—1899, 1901—1902) Политический (1900) | нез    | Цюрих                  | 1892 1900                     | A05    | [ 68 ] [ 69 ]   |
| 28       | СвД с 1894 | Вальтер Хаузер (1837—1902) нем. , фр. и итал. Walter Hauser                                               | 13 декабря 1888  | 22 октября 1902  | Военный (1889—1890) Финансов и таможни (1891—1899, 1901—1902) Политический (1900) |        | Цюрих                  | 1892 1900                     | A05    | [ 68 ] [ 69 ]   |
| 29       |            | Эмиль Йоханн Рудольф Фрей (1838—1922) нем. , фр. и итал. Emil Johann Rudolf Frey                          | 11 декабря 1890  | 11 марта 1897    | Военный (1891—1897) | нез    | Базель-Ланд            | 1894                          | E06    | [ 70 ] [ 71 ]   |
| 29       | СвД с 1894 | Эмиль Йоханн Рудольф Фрей (1838—1922) нем. , фр. и итал. Emil Johann Rudolf Frey                          | 11 декабря 1890  | 11 марта 1897    | Военный (1891—1897) |        | Базель-Ланд            | 1894                          | E06    | [ 70 ] [ 71 ]   |
| 30       |            | Йозеф Цемп (1834—1908) фр. Joseph Zemp нем. и итал. Josef Zemp                                            | 17 декабря 1891  | 17 июня 1908     | Почт и железных дорог (1892—1901, 1903—1908) Политический (1902) | нез    | Люцерн                 | 1895 1902                     | F03    | [ 72 ] [ 73 ]   |
| 30       | ХДН с 1894 | Йозеф Цемп (1834—1908) фр. Joseph Zemp нем. и итал. Josef Zemp                                            | 17 декабря 1891  | 17 июня 1908     | Почт и железных дорог (1892—1901, 1903—1908) Политический (1902) |        | Люцерн                 | 1895 1902                     | F03    | [ 72 ] [ 73 ]   |
| 31       |            | Адриен Лашеналь (1849—1918) нем. , фр. и итал. Adrien Lachenal                                            | 15 декабря 1892  | 31 декабря 1899  | Иностранных дел (1893—1895) Политический (1896) Торговли, промышленности и земледелия (1897) Внутренних дел (1898—1899) | нез    | Женева                 | 1896                          | C06    | [ 74 ] [ 75 ]   |
| 31       | СвД с 1894 | Адриен Лашеналь (1849—1918) нем. , фр. и итал. Adrien Lachenal                                            | 15 декабря 1892  | 31 декабря 1899  | Иностранных дел (1893—1895) Политический (1896) Торговли, промышленности и земледелия (1897) Внутренних дел (1898—1899) |        | Женева                 | 1896                          | C06    | [ 74 ] [ 75 ]   |
| 32       |            | Эжен Руффи (1854—1919) нем. , фр. и итал. Eugène Ruffy                                                    | 14 декабря 1893  | 31 декабря 1899  | Юстиции и полиции (1894—1895) Внутренних дел (1895—1897) Политический (1898) Военный (1899) | нез    | Во                     | 1898                          | G04    | [ 76 ] [ 77 ]   |
| 32       | СвД с 1894 | Эжен Руффи (1854—1919) нем. , фр. и итал. Eugène Ruffy                                                    | 14 декабря 1893  | 31 декабря 1899  | Юстиции и полиции (1894—1895) Внутренних дел (1895—1897) Политический (1898) Военный (1899) |        | Во                     | 1898                          | G04    | [ 76 ] [ 77 ]   |
| 33       |            | Эдуард Мюллер (1848—1919) нем. , фр. и итал. Eduard Müller                                                | 16 августа 1895  | 9 ноября 1919    | Юстиции и полиции (1895—1897, 1912, 1914—1919 Военный (1897—1898, 1900—1906, 1908—1911) Политический (1899, 1907, 1913) | СвД    | Берн                   | 1899 1907 1913                | B04    | [ 78 ] [ 79 ]   |
| 34       |            | Эрнст Бреннер (1856—1911) нем. , фр. и итал. Ernst Brenner                                                | 25 марта 1897    | 11 марта 1911    | Юстиции и полиции (1897—1900, 1902—1907, 1909—1911) Политический (1901, 1908) | СвД    | Базель-Штадт           | 1901 1908                     | E07    | [ 80 ] [ 81 ]   |
| 35       |            | Хьюго-Робер Контес (1847—1922) нем. , фр. и итал. Hugo-Robert Comtesse                                    | 14 декабря 1899  | 4 марта 1912     | Финансов и таможни (1900, 1903, 1905—1909, 1911) Юстиции и полиции (1901) Почт и железных дорог (1902, 1912) Политический (1904, 1910) | СвД    | Невшатель              | 1904 1910                     | C07    | [ 82 ] [ 83 ]   |
| 36       |            | Марк-Эмиль Руше (1853—1912) нем. Marc-Émile Ruchet фр. и итал. Marc-Emile Ruchet                          | 14 декабря 1899  | 13 июля 1912     | Внутренних дел (1900—1903, 1906—1910, 1912) Финансов и таможни (1904) Политический (1905, 1911) | СвД    | Во                     | 1905 1911                     | G05    | [ 84 ] [ 85 ]   |
| 37       |            | Иоганн Людвиг Форрер (1845—1921) нем. , фр. и итал. Johann Ludwig Forrer                                  | 11 декабря 1902  | 31 декабря 1917  | Торговли, промышленности и земледелия (1903) Внутренних дел (1904—1905) Политический (1906, 1912) Военный (1907) Юстиции и полиции (1908) Почт и железных дорог (1908—1911, 1913—1917)                                                                               | СвД    | Цюрих                  | 1906 1912                     | A06    | [ 86 ] [ 87 ]   |
| 38       |            | Йозеф Антон Шобингер (1849—1911) нем. , фр. и итал. Josef Anton Schobinger                                | 17 июня 1908     | 27 ноября 1911   | Юстиции и полиции (1908) Торговли, промышленности и земледелия (1909) Финансов и таможни (1910) Внутренних дел (1911) | ХДН    | Люцерн                 | —                             | F04    | [ 88 ] [ 89 ]   |
| 39       |            | Герман Артур Хоффман (1857—1927) нем. , фр. и итал. Hermann Arthur Hoffmann                               | 4 апреля 1911    | 19 июня 1917     | Юстиции и полиции (1911) Военный (1912—1913) Политический (1914—1917) | СвД    | Санкт-Галлен           | 1914                          | E08    | [ 90 ] [ 91 ]   |
| 40       |            | Джузеппе Мотта (1871—1940) нем. , фр. , итал. и романш. Giuseppe Motta                                    | 14 декабря 1911  | 23 января 1940   | Финансов и таможни (1912—1919) Политический (1920—1940) | ХДН    | Тичино                 | 1915 1920 1927 1932 1937      | F05    | [ 92 ] [ 93 ]   |
| 41       |            | Фредерик-Франсуа-Луи Перье (1849—1913) нем. , фр. и итал. Frédéric-François-Louis Perrier                 | 12 марта 1912    | 16 мая 1913      | Почт и железных дорог (1912) Внутренних дел (1913) | СвД    | Невшатель              | —                             | C08    | [ 94 ] [ 95 ]   |
| 42       |            | Эдмунд Юлиус Шультес (1868—1944) нем. , фр. и итал. Edmund Julius Schulthess                              | 17 июля 1912     | 15 апреля 1935   | Торговли, промышленности и земледелия (1912—1914) Общественной экономики (1915—1935) | СвД    | Аргау                  | 1917 1921 1928 1933           | D06    | [ 96 ] [ 97 ]   |
| 43       |            | Камиль Декоппе (1862—1925) нем. , фр. и итал. Camille Decoppet                                            | 17 июля 1912     | 7 ноября 1919    | Внутренних дел (1912) Юстиции и полиции (1913) Военный (1914—1919) | СвД    | Во                     | 1916                          | G06    | [ 98 ] [ 99 ]   |
| 44       |            | Феликс-Луи Калондер (1863—1952) нем. , фр. и итал. Felix-Louis Calonder                                   | 12 июня 1913     | 31 декабря 1919  | Внутренних дел (1913—1917) Политический (1918—1920) | СвД    | Граубюнден             | 1918                          | C09    | [ 100 ] [ 101 ] |
| 45       |            | Гюстав Адор (1845—1928) нем. , фр. и итал. Gustave Ador                                                   | 26 июня 1917     | 31 декабря 1919  | Политический (1917) Внутренних дел (1918—1919) | Либ    | Женева                 | 1919                          | E09    | [ 102 ] [ 103 ] |
| 46       |            | Роберт Хааб (1865—1939) нем. , фр. и итал. Robert Haab                                                    | 13 декабря 1917  | 31 декабря 1929  | Почт и железных дорог (1918—1929) | СвД    | Цюрих                  | 1922 1929                     | A07    | [ 104 ] [ 105 ] |
| 47       |            | Карл Альфред Шёрер (1872—1929) нем. , фр. и итал. Karl Alfred Scheurer                                    | 11 декабря 1919  | 14 ноября 1929   | Военный (1920—1929) | СвД    | Берн                   | 1923                          | B05    | [ 106 ] [ 107 ] |
| 48       |            | Эрнест-Луи Шуар (1857—1942) фр. Ernest-Louis Chuard нем. и итал. Ernest Louis Chuard                      | 11 декабря 1919  | 31 декабря 1928  | Внутренних дел (1920—1928) | СвД    | Во                     | 1924                          | G07    | [ 108 ] [ 109 ] |
| 49       |            | Жан-Мари Мюзи (1876—1952) нем. , фр. и итал. Jean-Marie Musy                                              | 11 декабря 1919  | 30 апреля 1934   | Финансов и таможни (1920—1934) | ХДН    | Фрибур                 | 1925 1930                     | E10    | [ 110 ] [ 111 ] |
| 50       |            | Генрих Хеберлин (1868—1947) нем. , фр. и итал. Heinrich Häberlin                                          | 12 февраля 1920  | 12 марта 1934    | Юстиции и полиции (1920—1934) | СвД    | Тургау                 | 1926 1931                     | C10    | [ 112 ] [ 113 ] |
| 51       |            | Марсель-Эдуар-Эрнест Пиле-Гола (1889—1958) нем. , фр. , итал. и романш. Marcel-Édouard-Ernest Pilet-Golaz | 13 декабря 1928  | 7 ноября 1944    | Внутренних дел (1929) Почт и железных дорог (1930—1940) Политический (1940—1944) | СвД    | Во                     | 1934 1940                     | G08    | [ 114 ] [ 115 ] |
| 52       |            | Рудольф Мингер (1881—1955) нем. , фр. , итал. и романш. Rudolf Minger                                     | 12 декабря 1929  | 31 декабря 1940  | Военный (1930—1940) | КРБ    | Берн                   | 1935                          | B06    | [ 116 ] [ 117 ] |
| 53       |            | Альберт Мейер (1870—1953) нем. , фр. , итал. и романш. Albert Meyer                                       | 12 декабря 1929  | 31 декабря 1938  | Внутренних дел (1930—1934) Финансов и таможни (1934—1938) | СвД    | Цюрих                  | 1936                          | A08    | [ 118 ] [ 119 ] |
| 54       |            | Йоханнес Бауман (1874—1953) нем. , фр. , итал. и романш. Johannes Baumann                                 | 22 марта 1934    | 31 декабря 1940  | Юстиции и полиции (1934—1940) | СвД    | Аппенцелль- Аусерроден | 1938                          | C11    | [ 120 ] [ 121 ] |
| 55       |            | Филипп Эттер (1891—1977) нем. , фр. , итал. и романш. Philipp Etter                                       | 28 марта 1934    | 31 декабря 1959  | Внутренних дел (1934—1959) | ХДН    | Цуг                    | 1939 1942 1947 1953           | E11    | [ 122 ] [ 123 ] |
| 56       |            | Герман Франц Обрехт (1882—1940) нем. , фр. , итал. и романш. Hermann Franz Obrecht                        | 4 апреля 1935    | 31 июля 1940     | Общественной экономики (1935—1940) | СвД    | Золотурн               | —                             | D07    | [ 124 ] [ 125 ] |
| 57       |            | Эрнст Веттер (1877—1963) нем. , фр. , итал. и романш. Ernst Wetter                                        | 15 декабря 1938  | 31 декабря 1943  | Финансов и таможни (1939—1943) | СвД    | Цюрих                  | 1941                          | A09    | [ 126 ] [ 127 ] |
| 58       |            | Энрико Челио (1889—1980) нем. , фр. , итал. и романш. Enrico Celio                                        | 22 февраля 1940  | 23 июня 1950     | Почт и железных дорог (1940—1950) | ХДН    | Тичино                 | 1943 1948                     | F06    | [ 128 ] [ 129 ] |
| 59       |            | Вальтер Штампфли (1884—1965) нем. , фр. , итал. и романш. Walther Stampfli                                | 18 июля 1940     | 31 декабря 1947  | Общественной экономики (1940—1947) | СвД    | Золотурн               | 1944                          | D08    | [ 130 ] [ 131 ] |
| 60       |            | Адольф Эдуард фон Штайгер (1881—1962) нем. , фр. , итал. и романш. Adolf Eduard von Steiger               | 10 декабря 1940  | 31 декабря 1951  | Юстиции и полиции (1941—1951) | КРБ    | Берн                   | 1945 1951                     | B07    | [ 132 ] [ 133 ] |
| 61       |            | Карл Кобельт (1891—1968) нем. , фр. , итал. и романш. Karl Kobelt                                         | 10 декабря 1940  | 31 декабря 1954  | Военный (1941—1954) | СвД    | Санкт-Галлен           | 1946 1952                     | C12    | [ 134 ] [ 135 ] |
| 62       |            | Эрнст Нобс (1886—1957) нем. , фр. , итал. и романш. Ernst Nobs                                            | 15 декабря 1943  | 31 декабря 1951  | Финансов и таможни (1944—1951) | СДП    | Цюрих                  | 1949                          | A10    | [ 136 ] [ 137 ] |
| 63       |            | Макс-Эдуар Птипьер (1899—1994) нем. , фр. , итал. и романш. Max-Édouard Petitpierre                       | 14 декабря 1944  | 30 июня 1961     | Политический (1945—1961) | СвД    | Невшатель              | 1950 1955 1960                | G09    | [ 138 ] [ 139 ] |
| 64       |            | Рудольф Рюбаттель (1896—1961) нем. , фр. , итал. и романш. Rodolphe Rubattel                              | 11 декабря 1947  | 31 декабря 1954  | Общественной экономики (1948—1954) | СвД    | Во                     | 1954                          | D09    | [ 140 ] [ 141 ] |
| 65       |            | Йозеф Эшер (1885—1954) нем. , фр. , итал. и романш. Josef Escher                                          | 14 сентября 1950 | 9 декабря 1954   | Почт и железных дорог (1950—1954) | ХДН    | Вале                   | —                             | F07    | [ 142 ] [ 143 ] |
| 66       |            | Маркус Фельдман (1897—1958) нем. , фр. , итал. и романш. Markus Feldmann                                  | 13 декабря 1951  | 31 декабря 1958  | Юстиции и полиции (1952—1958) | КРБ    | Берн                   | 1956                          | B08    | [ 144 ] [ 145 ] |
| 67       |            | Макс Вебер (1897—1974) нем. , фр. , итал. и романш. Max Weber                                             | 13 декабря 1951  | 31 декабря 1953  | Финансов и таможни (1952—1953) | СДП    | Цюрих                  | —                             | A11    | [ 146 ] [ 147 ] |
| 68       |            | Ханс Штройли (1892—1970) нем. , фр. , итал. и романш. Hans Streuli                                        | 22 декабря 1953  | 31 декабря 1959  | Финансов и таможни (1954—1959) | СвД    | Цюрих                  | 1957                          | A12    | [ 148 ] [ 149 ] |
| 69       |            | Джузеппе Лепори (1902—1968) нем. , фр. , итал. и романш. Giuseppe Lepori                                  | 16 декабря 1954  | 31 декабря 1959  | Почт и железных дорог (1955—1959) | ХДН    | Тичино                 | —                             | C13    | [ 150 ] [ 151 ] |
| 70       |            | Поль Шоде (1904—1977) нем. , фр. , итал. и романш. Paul Chaudet                                           | 16 декабря 1954  | 31 декабря 1966  | Военный (1955—1966) | СвД    | Во                     | 1959 1962                     | D10    | [ 152 ] [ 153 ] |
| 71       |            | Томас Эмиль Лео Холенштайн (1896—1962) нем. , фр. , итал. и романш. Thomas Emil Leo Holenstein            | 16 декабря 1954  | 31 декабря 1959  | Общественной экономики (1955—1959) | ХДН    | Санкт-Галлен           | 1958                          | F08    | [ 154 ] [ 155 ] |
| 72       |            | Фридрих Трауготт Вален (1899—1985) нем. , фр. , итал. и романш. Friedrich Traugott Wahlen                 | 11 декабря 1958  | 31 декабря 1965  | Юстиции и полиции (1959) Общественной экономики (1959—1961) Политический (1945—1961—1965) | КРБ    | Берн                   | 1961                          | B09    | [ 156 ] [ 157 ] |
| 73       |            | Вилли Шпюлер (1902—1990) нем. , фр. , итал. и романш. Willy Spühler                                       | 17 декабря 1959  | 31 января 1970   | Почт и железных дорог (1960—1963) Транспорта, связи и энергетики (1964—1965) Политический (1966—1970) | СДП    | Цюрих                  | 1963 1968                     | A13    | [ 158 ] [ 159 ] |
| 74       |            | Ханс-Петер Чуди (1913—2002) нем. , фр. , итал. и романш. Hans-Peter Tschudi                               | 17 декабря 1959  | 31 декабря 1973  | Внутренних дел (1960—1973) | СДП    | Базель-Штадт           | 1965 1970                     | C14    | [ 160 ] [ 161 ] |
| 75       |            | Жан Бургкнехт (1902—1964) нем. , фр. , итал. и романш. Jean Bourgknecht                                   | 17 декабря 1959  | 30 сентября 1962 | Финансов и таможни (1960—1962) | ХДН    | Фрибур                 | —                             | E12    | [ 162 ] [ 163 ] |
| 76       |            | Людвиг фон Моос (1910—1990) нем. , фр. , итал. и романш. Ludwig von Moos                                  | 17 декабря 1959  | 31 декабря 1971  | Юстиции и полиции (1960—1971) | ХДН    | Обвальден              | 1964 1969                     | F09    | [ 164 ] [ 165 ] |
| 77       |            | Ханс Шафнер (1908—2004) {нем. , фр. , итал. и романш. Hans Schaffner                                      | 15 июня 1961     | 31 декабря 1969  | Общественной экономики (1961)—1969) | СвД    | Аргау                  | 1966                          | G10    | [ 166 ] [ 167 ] |
| 78       |            | Роже Бонвен (1907—1982) нем. , фр. , итал. и романш. Roger Bonvin                                         | 27 сентября 1962 | 31 декабря 1973  | Финансов и таможни (1962—1968) Транспорта, связи и энергетики (1968—1973) | ХДН    | Вале                   | 1967 1973                     | E13    | [ 168 ] [ 169 ] |
| 79       |            | Рудольф Гнеги (1917—1985) нем. , фр. , итал. и романш. Rudolf Gnägi                                       | 8 декабря 1965   | 31 декабря 1979  | Транспорта, связи и энергетики (1966—1968) Военный (1968—1979) | КРБ    | Берн                   | 1971 1976                     | B10    | [ 170 ] [ 171 ] |
| 79       | ШНП с 1971 | Рудольф Гнеги (1917—1985) нем. , фр. , итал. и романш. Rudolf Gnägi                                       | 8 декабря 1965   | 31 декабря 1979  | Транспорта, связи и энергетики (1966—1968) Военный (1968—1979) |        | Берн                   | 1971 1976                     | B10    | [ 170 ] [ 171 ] |
| 80       |            | Нелло Челио (1914—1995) нем. , фр. , итал. и романш. Nello Celio                                          | 15 декабря 1966  | 31 декабря 1973  | Военный (1967—1968) Финансов и таможни (1968—1973) | СвД    | Тичино                 | 1972                          | D11    | [ 172 ] [ 173 ] |
| 81       |            | Пьер Грабер (1908—2003) нем. , фр. , итал. и романш. Pierre Graber                                        | 10 декабря 1969  | 31 января 1978   | Политический (1970—1978) | СДП    | Невшатель              | 1975                          | A14    | [ 174 ] [ 175 ] |
| 82       |            | Эрнст Бруггер (1914—1998) нем. , фр. , итал. и романш. Ernst Brugger                                      | 10 декабря 1969  | 31 января 1978   | Общественной экономики (1970—1978) | СвД    | Цюрих                  | 1974                          | G11    | [ 176 ] [ 177 ] |
| 83       |            | Курт Фурглер (1924—2008) нем. , фр. , итал. и романш. Kurt Furgler                                        | 8 декабря 1971   | 31 декабря 1986  | Юстиции и полиции (1972—1982) Общественной экономики (1983—1986) | ХДН    | Санкт-Галлен           | 1977 1981 1985                | F10    | [ 178 ] [ 179 ] |
| 84       |            | Вилли Ричард (1918—1983) нем. , фр. , итал. и романш. Willi Ritschard                                     | 5 декабря 1973   | 16 октября 1983  | Транспорта, связи и энергетики (1974—1979) Финансов (1980—1983) | СДП    | Золотурн               | 1978                          | C15    | [ 180 ] [ 181 ] |
| 85       |            | Жорж-Андре Шевалла (1915—2002) нем. , фр. , итал. и романш. Georges-André Chevallaz                       | 5 декабря 1973   | 31 декабря 1983  | Финансов и таможни (1974—1978) Финансов (1979) Военный (1980—1983) | СвД    | Во                     | 1980                          | D12    | [ 182 ] [ 183 ] |
| 86       |            | Ханс Хюрлиман (1918—1994) нем. , фр. , итал. и романш. Hans Hürlimann                                     | 5 декабря 1973   | 31 декабря 1982  | Внутренних дел (1974—1982) | ХДН    | Цуг                    | 1979                          | E14    | [ 184 ] [ 185 ] |
| 87       |            | Пьер Обер (1927—2016) нем. , фр. , итал. и романш. Pierre Aubert                                          | 7 декабря 1977   | 31 декабря 1987  | Политический (1978 Иностранных дел (1979—1987) | СДП    | Невшатель              | 1983 1987                     | A15    | [ 186 ] [ 187 ] |
| 88       |            | Фриц Хонеггер (1917—1999) нем. , фр. , итал. и романш. Fritz Honegger                                     | 7 декабря 1977   | 31 декабря 1982  | Общественной экономики (1978—1982) | СвД    | Цюрих                  | 1982                          | G12    | [ 188 ] [ 189 ] |
| 89       |            | Леон Шлумпф (1925—2012) нем. , фр. , итал. и романш. Leon Schlumpf                                        | 8 декабря 1979   | 31 декабря 1987  | Транспорта, связи и энергетики (1980—1987) | ШНП    | Граубюнден             | 1984                          | B11    | [ 190 ] [ 191 ] |
| 90       |            | Альфонс Эгли (1924—2016) нем. , фр. , итал. и романш. Alphons Egli                                        | 8 декабря 1982   | 31 декабря 1986  | Внутренних дел (1983—1986) | ХДН    | Люцерн                 | 1986                          | E15    | [ 192 ] [ 193 ] |
| 91       |            | Рудольф Генрих Фридрих (1923—2013) нем. , фр. , итал. и романш. Rudolf Heinrich Friedrich                 | 8 декабря 1982   | 20 октября 1984  | Юстиции и полиции (1983—1984) | СвД    | Цюрих                  | —                             | G13    | [ 194 ] [ 195 ] |
| 92       |            | Антон Отто Штих-Штампфли (1927—2012) нем. , фр. , итал. и романш. Anton Otto Stich-Stampfli               | 7 декабря 1983   | 31 октября 1995  | Финансов (1984—1995) | СДП    | Золотурн               | 1988 1994                     | C16    | [ 196 ] [ 197 ] |
| 93       |            | Жан-Паскаль Деламюра (1936—1998) нем. , фр. , итал. и романш. Jean-Pascal Delamuraz                       | 7 декабря 1983   | 31 марта 1998    | Военный (1984—1986) Общественной экономики (1987—1998) | СвД    | Во                     | 1989 1996                     | D13    | [ 198 ] [ 199 ] |
| 94       |            | Анна Элизабет Копп-Икле (1936—2023) нем. , фр. , итал. и романш. Anna Elisabeth Kopp-Iklé                 | 2 октября 1984   | 12 января 1989   | Юстиции и полиции (1984—1989) | СвД    | Цюрих                  | —                             | G14    | [ 200 ] [ 201 ] |
| 95       |            | Арнольд Коллер (род. 1933) нем. , фр. , итал. и романш. Arnold Koller                                     | 10 декабря 1986  | 30 апреля 1999   | Военный (1987—1989) Юстиции и полиции (1989—1999) | ХДН    | Аппенцелль- Иннерроден | 1990 1997                     | F11    | [ 202 ] [ 203 ] |
| 96       |            | Флавио Котти (1939—2020) нем. , фр. , итал. и романш. Flavio Cotti                                        | 10 декабря 1986  | 30 апреля 1999   | Внутренних дел (1987—1993) Иностранных дел (1993—1999) | ХДН    | Тичино                 | 1991 1998                     | E16    | [ 204 ] [ 205 ] |
| 97       |            | Рене Фельбер (1933—2020) нем. , фр. , итал. и романш. René Felber                                         | 9 декабря 1987   | 31 марта 1993    | Иностранных дел (1988—1993) | СДП    | Невшатель              | 1992                          | A16    | [ 206 ] [ 207 ] |
| 98       |            | Адольф Оги (род. 1942) нем. , фр. , итал. и романш. Adolf Ogi                                             | 9 декабря 1987   | 31 декабря 2000  | Транспорта, связи и энергетики (1988—1995) Военный (1995—1996) Обороны, гражданской обороны и спорта (1997—2000) | ШНП    | Берн                   | 1993 2000                     | B12    | [ 208 ] [ 209 ] |
| 99       |            | Каспар Филлигер (род. 1941) нем. , фр. , итал. и романш. Kaspar Villiger                                  | 1 февраля 1989   | 31 декабря 2003  | Военный (1989—1995) Финансов (1995—2003) | СвД    | Люцерн                 | 1995 2002                     | G15    | [ 210 ] [ 211 ] |
| 100      |            | Рут Дрейфус (род. 1940) нем. , фр. , итал. и романш. Ruth Dreifuss                                        | 10 марта 1993    | 31 декабря 2002  | Внутренних дел (1993—2002) | СДП    | Женева                 | 1999                          | A17    | [ 212 ] [ 213 ] |
| 101      |            | Мориц Лойенбергер (род. 1946) нем. , фр. , итал. и романш. Moritz Leuenberger                             | 27 сентября 1995 | 31 октября 2010  | Транспорта, связи и энергетики (1995—1997) Окружающей среды, транспорта, энергетики и коммуникаций (1998—2010) | СДП    | Цюрих                  | 2001 2006                     | C17    | [ 214 ] [ 215 ] |
| 102      |            | Паскаль Роже Кушпен (род. 1942) нем. , фр. , итал. и романш. Pascal Roger Couchepin                       | 11 марта 1998    | 31 октября 2009  | Экономики (1998—2002) Внутренних дел (2003—2009) | СвД    | Вале                   | 2003 2008                     | D14    | [ 216 ] [ 217 ] |
| 102      | СДЛ с 2009 | Паскаль Роже Кушпен (род. 1942) нем. , фр. , итал. и романш. Pascal Roger Couchepin                       | 11 марта 1998    | 31 октября 2009  | Экономики (1998—2002) Внутренних дел (2003—2009) |        | Вале                   | 2003 2008                     | D14    | [ 216 ] [ 217 ] |
| 103      |            | Рут Метцлер-Арнольд (род. 1964) нем. , фр. , итал. и романш. Ruth Metzler-Arnold                          | 11 марта 1999    | 31 декабря 2003  | Юстиции и полиции (1999—2003) | ХДН    | Аппенцелль- Иннерроден | —                             | F12    | [ 218 ] [ 219 ] |
| 104      |            | Жозеф Дес (род. 1946) нем. , фр. , итал. и романш. Joseph Deiss                                           | 11 марта 1999    | 31 июля 2006     | Иностранных дел (1999—2002) Экономики (2003—2006) | ХДН    | Фрибур                 | 2004                          | E17    | [ 220 ] [ 221 ] |
| 105      |            | Самуэль Шмид (род. 1947) нем. , фр. , итал. и романш. Samuel Schmid                                       | 6 декабря 2000   | 31 декабря 2008  | Обороны, гражданской обороны и спорта (2001—2008) | ШНП    | Берн                   | 2005                          | B13    | [ 222 ] [ 223 ] |
| 105      | КДП с 2008 | Самуэль Шмид (род. 1947) нем. , фр. , итал. и романш. Samuel Schmid                                       | 6 декабря 2000   | 31 декабря 2008  | Обороны, гражданской обороны и спорта (2001—2008) |        | Берн                   | 2005                          | B13    | [ 222 ] [ 223 ] |
| 106      |            | Мишлен Анн Мари Кальми-Ре (род. 1945) нем. , фр. , итал. и романш. Micheline Anne Marie Calmy-Rey         | 4 декабря 2002   | 31 декабря 2011  | Иностранных дел (2003—2011) | СДП    | Женева                 | 2007 2011                     | A18    | [ 224 ] [ 225 ] |
| 107      |            | Кристоф Вольфрам Блохер (род. 1940) нем. , фр. , итал. и романш. Christoph Wolfram Blocher                | 10 декабря 2003  | 31 декабря 2007  | Юстиции и полиции (2004—2007) | ШНП    | Цюрих                  | —                             | B13    | [ 226 ] [ 227 ] |
| 108      |            | Ханс-Рудольф Мерц (род. 1942) нем. , фр. , итал. и романш. Hans-Rudolf Merz                               | 10 декабря 2003  | 31 октября 2010  | Финансов (2004—2010) | СвД    | Аппенцелль- Аусерроден | 2009                          | G16    | [ 228 ] [ 229 ] |
| 108      | СДЛ с 2009 | Ханс-Рудольф Мерц (род. 1942) нем. , фр. , итал. и романш. Hans-Rudolf Merz                               | 10 декабря 2003  | 31 октября 2010  | Финансов (2004—2010) |        | Аппенцелль- Аусерроден | 2009                          | G16    | [ 228 ] [ 229 ] |
| 109      |            | Дорис Лойтхард-Хаусин (род. 1963) нем. , фр. , итал. и романш. Doris Leuthard Hausin                      | 14 июня 2006     | 31 декабря 2018  | Экономики (2006—2010) Окружающей среды, транспорта, энергетики и коммуникаций (2010—2018) | ХДН    | Аргау                  | 2010 2017                     | E18    | [ 230 ] [ 231 ] |
| 110      |            | Эвелин Видмер-Шлумпф (род. 1956) нем. , фр. , итал. и романш. Eveline Widmer-Schlumpf                     | 12 декабря 2007  | 31 декабря 2015  | Юстиции и полиции (2008—2010) Финансов (2010—2015) | КДП    | Граубюнден             | 2012                          | F14    | [ 232 ] [ 233 ] |
| 111      |            | Ульрих Маурер (род. 1950) нем. , фр. , итал. и романш. Ulrich Maurer                                      | 10 декабря 2008  | 31 декабря 2022  | Обороны, гражданской обороны и спорта (2009—2015) Финансов (2016—2022) | ШНП    | Цюрих                  | 2013 2019                     | B14    | [ 234 ] [ 235 ] |
| 112      |            | Дидье Буркхальтер (род. 1960) нем. , фр. , итал. и романш. Didier Eric Burkhalter                         | 16 сентября 2009 | 31 октября 2017  | Внутренних дел (2009—2011) Иностранных дел (2012—2017) | СДЛ    | Невшатель              | 2014                          | D15    | [ 236 ] [ 237 ] |
| 113      |            | Симонетта Соммаруга (род. 1960) нем. , фр. , итал. и романш. Simonetta Myriam Sommaruga                   | 22 сентября 2010 | 31 декабря 2022  | Юстиции и полиции (2010—2018) Окружающей среды, транспорта, энергетики и коммуникаций (2019—2022) | СДП    | Берн                   | 2015 2020                     | C18    | [ 238 ] [ 239 ] |
| 114      |            | Йоханн Никлаус Шнайдер-Амман (род. 1952) нем. , фр. , итал. и романш. Johann Niklaus Schneider-Ammann     | 22 сентября 2010 | 31 декабря 2018  | Экономики (2010—2012) Экономики, образования и науки (2013—2018) | СДЛ    | Берн                   | 2016                          | G17    | [ 240 ] [ 241 ] |
| 115      |            | Ален Берсе (род. 1972) нем. , фр. , итал. и романш. Alain Berset                                          | 14 декабря 2011  | 31 декабря 2023  | Внутренних дел (2012—2023) | СДП    | Фрибур                 | 2018 2023                     | A19    | [ 242 ] [ 243 ] |
| 116      |            | Ги Пармелен (род. 1959) нем. , фр. , итал. и романш. Guy Parmelin                                         | 9 декабря 2015   | действующий      | Обороны, гражданской обороны и спорта (2016—2018) Экономики, образования и науки (с 2019) | ШНП    | Во                     | 2021                          | F15    | [ 244 ] [ 245 ] |
| 117      |            | Иньяцио Кассис (род. 1961) нем. , фр. , итал. и романш. Ignazio Daniele Giovanni Cassis                   | 20 сентября 2017 | действующий      | Иностранных дел (с 2017) | СДЛ    | Тичино                 | 2022                          | D16    | [ 246 ] [ 247 ] |
| 118      |            | Виола Амерд (род. 1962) нем. , фр. , итал. и романш. Viola Patricia Amherd                                | 5 декабря 2018   | действующий      | Обороны, гражданской обороны и спорта (c 2019) | ХДН    | Вале                   | 2024                          | E19    | [ 248 ] [ 249 ] |
| 118      | Цен с 2021 | Виола Амерд (род. 1962) нем. , фр. , итал. и романш. Viola Patricia Amherd                                | 5 декабря 2018   | действующий      | Обороны, гражданской обороны и спорта (c 2019) |        | Вале                   | 2024                          | E19    | [ 248 ] [ 249 ] |
| 119      |            | Карин Келлер-Зуттер (род. 1963) нем. , фр. , итал. и романш. Karin Keller-Sutter                          | 5 декабря 2018   | действующий      | Юстиции и полиции (2019—2022) Финансов (с 2023) | СДЛ    | Санкт-Галлен           | —                             | G18    | [ 250 ] [ 251 ] |
| 120      |            | Альберт Рёшти (род. 1967) нем. , фр. , итал. и романш. Albert Rösti                                       | 7 декабря 2022   | действующий      | Окружающей среды, транспорта, энергетики и коммуникаций (с 2023) | ШНП    | Берн                   | —                             | B15    | [ 252 ]         |
| 121      |            | Элизабет Бом-Шнайдер (род. 1963) нем. , фр. , итал. и романш. Elisabeth Baume-Schneider                   | 7 декабря 2022   | действующий      | Юстиции и полиции (2023) Внутренних дел (с 2024) | СДП    | Юра                    | —                             | C19    | [ 253 ]         |
| 122      |            | Беат Янс (род. 1964) нем. , фр. , итал. и романш. Beat Jans                                               | 13 декабря 2023  | действующий      | Юстиции и полиции (с 2024) | СДП    | Базель-Штадт           | —                             | A20    | [ 254 ]         |